# Iu de Chartres
Iu o Ivó de Chartres (ca. 1040 - ca. 1116) fou un sant francès i un dels personatges clau del conflicte que enfrontà el papat i el Sacre Imperi Romanogermànic: la Lluita de les Investidures.

## Biografia
Des del seu Beauvais natal i procedent d'una família noble, se n'anà primer a estudiar a París, i d'alà a l'Abadia de Bec a Normandia juntament amb Anselm de Canterbury, per assistir a les classes de Lanfranc. El 1078 Yves es converteix per desig del seu bisbe en prior dels monjos de Sant Quintí de Beauvais, i dotze anys més tard, bisbe de Chartres.
Fou un reputat especialista en dret canònic. La Lluita de les Investidures fou l'escenari que li suposà el seu renom. La innovació de les seves teories fou la distinció entre el poder temporal i l'espiritual. Sostingué que les investidures no eren un sacrament, per la qual cosa podien ser atorgades per un laic.
Establí una distinció entre la consagració episcopal i la seva empresa de guia pastoral de tots els cristians de la diòcesi per una banda, i per una altra l'entrega de béns o drets de caràcter temporal.
Fou també un dels grans adversaris del rei Felip I, pel seu repudi de la reina Berta d'Holanda per casar-se amb Bertrada de Montfort.
La seva festa se celebra des del 1570 el 19 de maig, tot i que no se sap quan fou canonitzat.